# Elastyczność substytucji
Elastyczność substytucji – elastyczność stosunku dwóch nakładów czynników funkcji produkcji (lub użyteczności) w odniesieniu do stosunku ich produktów (lub użyteczności) krańcowych. Na rynku konkurencyjnym mierzy ona procentową zmianę stosunku dwóch czynników w reakcji na procentową zmianę ich cen. Mierzy również krzywiznę izokwanty, a tym samym substytucyjność czynników (lub dóbr).

## Historia pojęcia
John Hicks zaproponował pojęcie elastyczności substytucji w 1932 roku. Joan Robinson odkryła ją niezależnie, za pomocą równoważnej z pomysłem Hicksa formuły matematycznej. Ekwiwalencja pomiędzy obiema propozycjami nie została początkowo rozpoznana.

## Definicja
Ogólną definicję elastyczności X pod względem Y stanowi {\displaystyle E_{Y}^{X}={\frac {\%\ {\mbox{zmiana X}}}{\%\ {\mbox{zmiana Y}}}},} co można sprowadzić do {\displaystyle E_{Y}^{X}={\frac {dX}{dY}}{\frac {Y}{X}}} dla nieskończenie małych zmian i różniczkowalnych zmiennych.
Elastyczność substytucji jest zmianą, jaka zachodzi we wzajemnym stosunku zużycia dwóch dóbr do zmiany w relacji ich krańcowych wartości lub cen. Najpowszechniej wykorzystywana jest do opisania stosunku kapitału (K) i pracy (L) w relacji do stosunku ich produktów krańcowych {\displaystyle MP_{K}} i {\displaystyle MP_{L},} lub stopy procentowej (r) i płacy (w). Inne zastosowanie odnosi się do stosunku konsumpcji dóbr 1 i 2 w relacji do stosunku ich krańcowych użyteczności lub cen.
Przykład z wykorzystaniem konsumpcji.

Niech zależność użyteczności od konsumpcji będzie reprezentowana przez {\displaystyle U(c_{1},c_{2}),} wtedy {\displaystyle U_{c_{i}}=dU(c_{1},c_{2})/d{c_{i}}.}
W takim przypadku elastyczność substytucji wynosi:
{\displaystyle E_{21}={\frac {d\ln(c_{2}/c_{1})}{d\ln(MRS_{12})}}={\frac {d\ln(c_{2}/c_{1})}{d\ln(U_{c_{1}}/U_{c_{2}})}}={\frac {\frac {d(c_{2}/c_{1})}{c_{2}/c_{1}}}{\frac {d(U_{c_{1}}/U_{c_{2}})}{U_{c_{1}}/U_{c_{2}}}}}={\frac {\frac {d(c_{2}/c_{1})}{c_{2}/c_{1}}}{\frac {d(p_{1}/p_{2})}{p_{1}/p_{2}}}},}
gdzie {\displaystyle MRS} to krańcowa stopa substytucji.
Ostatnia równość przedstawia {\displaystyle MRS_{12}=p_{1}/p_{2},} co jest relacją z warunku pierwszego rzędu dla maksymalizacji problemu konsumenta w równowadze wewnętrznej Arrow-Debreu. Relatywny wybór dóbr konsumpcyjnych przez konsumenta zmienia się, gdy ulegają zmianie relatywne ceny.
Zauważmy również, że {\displaystyle E_{21}=E_{12}{:}}
{\displaystyle E_{21}={\frac {d\ln(c_{2}/c_{1})}{d\ln(U_{c_{1}}/U_{c_{2}})}}={\frac {d(-\ln(c_{2}/c_{1}))}{d(-\ln(U_{c_{1}}/U_{c_{2}}))}}={\frac {d\ln(c_{1}/c_{2})}{d\ln(U_{c_{2}}/U_{c_{1}})}}=E_{12}.}
Równoważną charakterystyką elastyczności substytucji jest:
{\displaystyle E_{21}={\frac {d\ln(c_{2}/c_{1})}{d\ln(MRS_{12})}}=-{\frac {d\ln(c_{2}/c_{1})}{d\ln(MRS_{21})}}=-{\frac {d\ln(c_{2}/c_{1})}{d\ln(U_{c_{2}}/U_{c_{1}})}}=-{\frac {\frac {d(c_{2}/c_{1})}{c_{2}/c_{1}}}{\frac {d(U_{c_{2}}/U_{c_{1}})}{U_{c_{2}}/U_{c_{1}}}}}=-{\frac {\frac {d(c_{2}/c_{1})}{c_{2}/c_{1}}}{\frac {d(p_{2}/p_{1})}{p_{2}/p_{1}}}}.}
W modelach międzyokresowych elastyczność substytucji konsumpcji w okresach {\displaystyle t} i {\displaystyle t+1} znana jest jako elastyczność międzyokresowej substytucji.
Podobnie, jeśli funkcją produkcji jest {\displaystyle f(x_{1},x_{2}),} to elastyczność substytucji przedstawiana się następująco:
{\displaystyle \sigma _{21}={\frac {d\ln(x_{2}/x_{1})}{d\ln MRTS_{12}}}={\frac {d\ln(x_{2}/x_{1})}{d\ln \left({\frac {df}{dx_{1}}}/{\frac {df}{dx_{2}}}\right)}}={\frac {\frac {d(x_{2}/x_{1})}{x_{2}/x_{1}}}{\frac {d\left({\frac {df}{dx_{1}}}/{\frac {df}{dx_{2}}}\right)}{{\frac {df}{dx_{1}}}/{\frac {df}{dx_{2}}}}}}=-{\frac {\frac {d(x_{2}/x_{1})}{x_{2}/x_{1}}}{\frac {d\left({\frac {df}{dx_{2}}}/{\frac {df}{dx_{1}}}\right)}{{\frac {df}{dx_{2}}}/{\frac {df}{dx_{1}}}}}},}
gdzie {\displaystyle MRTS} oznacza krańcową stopę technicznej substytucji.
Odwrotnością elastyczności substytucji jest elastyczność komplementarności.

## Przykład
Rozważmy funkcję produkcji Cobba-Douglasa {\displaystyle f(x_{1},x_{2})=x_{1}^{a}x_{2}^{1-a}.}
Krańcowa stopa technicznej substytucji wygląda w tym przypadku następująco:
{\displaystyle MRTS_{12}={\frac {a}{1-a}}{\frac {x_{2}}{x_{1}}}.}
Dogodniej jednak jest zamienić notację, oznaczając:
{\displaystyle {\frac {a}{1-a}}{\frac {x_{2}}{x_{1}}}=\theta .}
Przekształcenie powyższej formuły daje:
{\displaystyle {\frac {x_{2}}{x_{1}}}={\frac {1-a}{a}}\theta .}
Elastyczność substytucji wynosi wtedy:
{\displaystyle \sigma _{21}={\frac {d\ln \left({\frac {x_{2}}{x_{1}}}\right)}{d\ln MRTS_{12}}}={\frac {d\ln \left({\frac {x_{2}}{x_{1}}}\right)}{d\ln \left({\frac {a}{1-a}}{\frac {x_{2}}{x_{1}}}\right)}}={\frac {d\ln \left({\frac {1-a}{a}}\theta \right)}{d\ln(\theta )}}={\frac {d{\frac {1-a}{a}}\theta }{d\theta }}{\frac {\theta }{{\frac {1-a}{a}}\theta }}=1.}
Tego typu funkcja Cobba-Douglasa posiada zatem stałą, jednostkową elastyczność substytucji niezależnie od parametru alfa.

## Interpretacja ekonomiczna
Biorąc pod uwagę pierwotną alokację/kombinację i konkretną substytucję tejże alokacji/kombinacji, stwierdzamy, iż im większa jest elastyczność substytucji, tym większa jest możliwość substytucji w danej alokacji/kombinacji.
Elastyczność substytucji pokazuje również w jaki sposób relatywne wydatki na dobra lub nakład czynników zmieniają się, gdy ich relatywne ceny ulegają zmianie.
Niech {\displaystyle S_{21}} oznacza wydatki na {\displaystyle c_{2}} względem wydatków na {\displaystyle c_{1}.}
{\displaystyle S_{21}\equiv {\frac {p_{2}c_{2}}{p_{1}c_{1}}}.}
Gdy relatywne ceny {\displaystyle p_{2}/p_{1}} ulegają zmianie, relatywne wydatki zmieniają się według:
{\displaystyle {\frac {dS_{21}}{d(p_{2}/p_{1})}}={\frac {c_{2}}{c_{1}}}+{\frac {p_{2}}{p_{1}}}\cdot {\frac {d(c_{2}/c_{1})}{d(p_{2}/p_{1})}}={\frac {c_{2}}{c_{1}}}\left[1+{\frac {d(c_{2}/c_{1})}{d(p_{2}/p_{1})}}\cdot {\frac {p_{2}/p_{1}}{c_{2}/c_{1}}}\right]={\frac {c_{2}}{c_{1}}}(1-E_{21}).}
Dlatego też określenie, czy wzrost relatywnej ceny {\displaystyle c_{2}} prowadzi do zwiększenia lub spadku w relatywnych wydatkach na {\displaystyle c_{2}} zależy od tego, czy elastyczność substytucji jest większa czy mniejsza od 1.
Bezpośrednim efektem wzrostu relatywnej ceny {\displaystyle c_{2}} jest wzrost wydatków na {\displaystyle c_{2},} ponieważ dana ilość {\displaystyle c_{2}} jest droższa. Z drugiej strony, przy założeniu że dobra w przedstawionym problemie nie są dobrami Giffena, wzrost w relatywnej cenie {\displaystyle c_{2}} prowadzi do spadku w relatywnej ilości kupowanego {\displaystyle c_{2},} co z kolei powoduje spadek wydatków na {\displaystyle c_{2}.}
Wartość elastyczności substytucji decyduje o wystąpieniu jednego z tych zjawisk. Jeśli wynosi ona mniej niż 1, ma miejsce pierwsza z przedstawionych reakcji: relatywny popyt na {\displaystyle c_{2}} spada, ale proporcjonalnie mniej niż wzrost relatywnej ceny {\displaystyle c_{2},} dlatego relatywne wydatki na {\displaystyle c_{2}} rosną. W tym przypadku dobra są dobrami komplementarnymi.
Z drugiej strony, gdy elastyczność substytucji jest większa niż 1 występuje druga reakcja: zmniejszenie relatywnej ilości nabywanego {\displaystyle c_{2}} przewyższa wzrost jego relatywnej ceny, a w konsekwencji relatywne wydatki na {\displaystyle c_{2}} spadają. W takim przypadku dobra są dobrami substytucyjnymi.
Gdy elastyczność substytucji wynosi dokładnie 1 (tak jak w przypadku Cobba-Douglasa), relatywne wydatki na {\displaystyle c_{2}} względem wydatków na {\displaystyle c_{1}} są niezależne od relatywnych cen.